# Campeonato Mineiro de Voleibol Feminino de 2010
O Campeonato Mineiro de Voleibol Feminino de 2010 é uma edição desta competição organizada pela Federação Mineira de Voleibol e que contou com a participação sete equipes e disputado nas cidades de Belo Horizonte e Uberlândia .

## Equipes Participantes
| Equipe                  | Cidade | Última participação | Mineiro 2008 |
| ----------------------- | ------ | ------------------- | ------------ |
| BMG/Mackenzie           |        | Mineiro 2008        | 1º           |
| Usiminas                |        | Mineiro 2008        | -            |
| Banana Boat/Praia Clube |        | Mineiro 2008        | -            |
| [carece de fontes?]     |        |                     | -            |
| [carece de fontes?]     |        |                     | -            |
| [carece de fontes?]     |        |                     | -            |
| [carece de fontes?]     |        |                     | -            |

## Classificação Final
| Campeão | Vice-campeão | Terceiro lugar |
| Mackenzie EC Aline Siqueira Arlene Xavier Emília de Oliveira Fernanda de Faria Gabriela Guimarães Joyce Victalino Lígia Centeno Marcilene dos Santos Nayara Ferreira Priscila Heldes Priscila Daroit Tatiana Saldanha Thaynã de Moraes Viviane de Góes Viviane Cruz Técnico: Ricardo Picinin | Minas TC Camila Torquette Carla Ferreira Cláudia Bueno Francynne Jacinto Gabriela Fabiano Ingrid Bernardes Marcella Estanislau Michelle Pavão Natasha Farinéa Raquel de Oliveira Renata Maggioni Sâmera Alcides Silvana Papini Sophia Salgado da Costa Sthefanie Paulino Taila Gnass Tássia Sthael Técnico: Jarbas Soares | Praia ClubeAlexia Galvão Alice Horta Bruna Ferreira Gabriela Mendonça Isabella Muniz Isadora Porto Jennyfer Silva Josiane Zambiasi Juliana Cruz Lara Martins Marcela Silva Maria Oliveira Nathália Parreira Técnico: Spencer Lee |

| 4 | Desconhecido |
| 5 | Desconhecido |
| 6 | Desconhecido |
| 7 | Desconhecido |